# Wolfgang Roeder

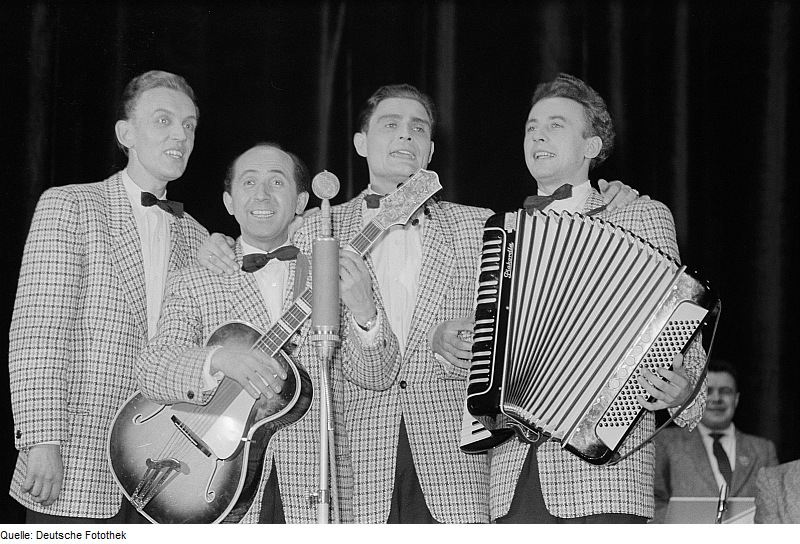
Wolfgang Roeder (zweiter von rechts)

Wolfgang Roeder (* 26. Oktober 1926 in Dresden; † 24. Dezember 1993 in Stahnsdorf) war ein deutscher Sänger und Humorist; besonders bekannt durch die Band Die vier Brummers und seiner Zusammenarbeit mit Leni Statz als Entertainer im DDR-Fernsehen.

## Leben
Seine eigentliche Laufbahn begann Roeder als Bühnenarbeiter. Als solcher kam er 1949 an das damalige Staatliche Operettentheater in Dresden und stand auch als Charakterkomiker auf der Bühne. Intendant Otto Bochmann gab die Anregung, stärker humoristische Beiträge zu erarbeiten und mit der Giftspritze, einer kabarettistischen Spielzeitabschlussveranstaltung, starteten 1950 er, Erich Weber (seit 1945 Chorsänger und Solist an diesem Haus), Eberhard Keyn (hier Solotänzer und Akkordeonspieler) und Johannes Frenzel (ebenfalls Chorsänger an diesem Theater) ein Gesangsquartett. Namensgebung und offizielle Gründung der Die vier Brummers erfolgten bei einer privaten Veranstaltung zum Jahreswechsel 1950/51. Ab 1952 waren sie regelmäßig eigenständig im Rundfunk, ab Mai 1953 im Fernsehen. 1955 verließen die vier Ensemblemitglieder, die sie bis dahin waren, endgültig das damalige Staatliche Operettentheater. Roeder verfasste von 1951 bis zu deren Auflösung 1977 die Liedtexte.
1962 hatte er in dem DEFA-Weihnachtsfilm Ach, du fröhliche … eine kleine Nebenrolle und in weiteren Filmen (Silvesterpunsch, Nelken in Aspik, Geliebte weiße Maus) trat er gemeinsam mit den Brummers auf. 1977 textete er die Fußballhymne Dynamo, Dynamo wird niemals untergehn, die bis in die 1980er Jahre Vereinshymne von Dynamo Dresden blieb.
In der Sendung Städte-Duelle auf Telewelle vom 9. April 1966 war Roeder Co-Moderator neben Margot Ebert und 1968/69 moderierte er Im Quizquartett durch unsere Welt.
Zwischen 1983 und 1991 war er mit Leni Statz Unterwegs in Sachen Lachen. Am 21. Dezember 1985 moderierten sie gemeinsam den Kessel Buntes.
Roeder ist Vater der Schauspielerin Constanze Roeder.